# Egon Horst
Egon Horst (* 25. November 1938 in Aschaffenburg; † 14. Februar 2015 in Hamburg-Bergedorf) war ein deutscher Fußballspieler. Als Aktiver absolvierte er für den FC Schalke 04 und den Hamburger SV in den Jahren 1963 bis 1969 insgesamt 158 Bundesligaspiele und erzielte dabei einen Treffer.

## Laufbahn

### Jugend und Oberliga Süd, bis 1960
Bereits in der Jugend von Viktoria Aschaffenburg zeichnete sich das Können des Defensivspielers ab. Der DFB berief den Aschaffenburger am 31. März 1957 in das Aufgebot der deutschen Jugendnationalmannschaft für das Länderspiel in Oberhausen gegen England. Beim 4:1-Erfolg agierte er auf der Mittelläuferposition, Fritz Pott und Karl-Heinz Schnellinger bildeten das Verteidigerpaar. Zu Ostern 1957 gehörte er dem Aufgebot für das UEFA-Juniorenturnier in Spanien an. In allen drei Gruppenspielen gegen Ungarn (2:2), Polen (2:2) und Spanien (1:1) stand das Talent aus Aschaffenburg als Mittelläufer auf dem Platz. Für die Mannschaft vom Stadion am Schönbusch bestritt er bereits 1956/57 in der Oberliga Süd als A-Junior an der Seite von Torhüter Othmar Groh und Stopper Rudolf Hoffmann fünf Spiele und erzielte dabei zwei Tore. Horst debütierte in der Oberliga am 7. Oktober 1956 beim Heimspiel gegen den FC Bayern München. In seinem ersten Seniorenjahr 1957/58 stand er in allen 30 Ligaspielen für die Viktoria auf dem Platz. Nach dem Abstieg in der Runde 1959/60 wechselte Horst nach insgesamt 86 Oberligaeinsätzen und drei Toren für seinen Heimatverein in den Fußball-Westen, er schloss sich zur Saison 1960/61 dem FC Schalke 04 an.

### FC Schalke 04, 1960 bis 1965
Auch bei „Königsblau“ übte er sofort die Chefrolle in der Abwehr aus und belegte mit den Mitspielern Hans Nowak, Willi Schulz, Helmut Jagielski, Waldemar Gerhardt und Willi Koslowski 1961 den dritten Rang in der Oberliga West. In seinem zweiten Schalker Jahr, 1961/62, reichte es nach 28 Oberligaeinsätzen zur Vizemeisterschaft und damit zum Einzug in die Endrunde um die deutsche Meisterschaft. Dort war er im Qualifikationsspiel gegen Werder Bremen und den drei Gruppenspielen gegen den 1. FC Nürnberg, Tasmania 1900 Berlin und Borussia Neunkirchen aktiv. Persönlich wurde seine Leistung einmal durch die Berufung in die U-23-Nationalmannschaft am 8. Oktober 1961 in Gelsenkirchen gegen Polen und seinem Einsatz am 3. Februar 1962 in Dortmund in der Auswahl von Westdeutschland beim Spiel gegen Süddeutschland belohnt. Beim 5:0-Erfolg der deutschen Nachwuchsmannschaft bildete er zusammen mit den zwei Außenläufern Otto Luttrop und Stefan Reisch die Läuferreihe. Im letzten Jahr der alten erstklassigen Oberliga, 1962/63, absolvierte der Ex-Aschaffenburger alle 30 Ligaspiele für die Mannschaft von Trainer Georg Gawliczek. Insgesamt hat der kopfballstarke und keinen Zweikampf scheuende Stopper von 1960 bis 1963 für Schalke 85 Oberligaspiele bestritten und dabei einen Treffer erzielt.
Horst gehörte zu den Spielern, die am 24. August 1963 als Aktive die neue Fußball-Bundesliga zum Laufen gebracht haben. Mit der Läuferreihe Willi Schulz, Egon Horst und Manfred Kreuz holte sich Schalke im Heimspiel gegen den VfB Stuttgart durch einen 2:0-Erfolg die ersten zwei Punkte. Am Saisonende hatte Horst nur ein Spiel versäumt und mit Schalke den achten Rang belegt. Das zweite Jahr Bundesliga, 1964/65, entwickelte sich aber zu einem Desaster, Schalke belegte den letzten Platz und Horst hatte in nur zehn Partien für die Mannschaft von Trainer Fritz Langner auf dem Platz gestanden. Zusammen mit Willi Schulz nahm er im Sommer 1965 ein Angebot des Hamburger SV an und wechselte zur Runde 1965/66 in die Hansestadt.

### Hamburger SV, 1965 bis 1969
Der HSV konnte in den Anfangsjahren der Bundesliga nicht an die erfolgreichen Zeiten der Oberliga Nord anknüpfen, und für Horst war deshalb der sechste Rang 1968/69 unter Trainer Kurt Koch die beste Platzierung mit den Rautenträgern. Von 1965 bis 1969 absolvierte er für die Norddeutschen 119 Bundesligaspiele. Im DFB-Pokal 1966/67 erlebte er dagegen nach Erfolgen gegen Altona 93, den 1. FC Köln, Kickers Offenbach und Alemannia Aachen den Einzug in das Pokalfinale am 10. Juni 1967 in Stuttgart gegen Bayern München, das die Hanseaten mit 0:4 verloren. Da die Beckenbauer-Elf bereits als Titelverteidiger qualifiziert war, nahmen die Hamburger in der Runde 1967/68 des Europapokals der Pokalsieger teil. Sie drangen überraschend nach Erfolgen gegen Randers Freja, Wisła Krakau, Olympique Lyon (drei Spiele) und im Halbfinale gegen Cardiff City in das Finale ein. Am 23. Mai 1968 setzte sich der AC Mailand, der unter anderen mit Gianni Rivera, Karl-Heinz Schnellinger und Giovanni Trapattoni antrat, in Rotterdam verdient mit 2:0 gegen den Hamburger SV durch. In der Saison 1968/69 war Horst nochmals in den internationalen Spielen im Europa-League-Vorgänger Messepokal gegen den FC Metz, Slavia Prag und Hibernian Edinburgh im Einsatz.
Im Sommer 1969 beendete er seine Spielerlaufbahn. Er arbeitete während seiner Profizeit in Hamburg als stellvertretender Personalchef bei der damals gewerkschaftseigenen Wohnbaugesellschaft Neue Heimat.